# Dryopteris filix-mas
La felce maschio (Dryopteris filix-mas (L.) Schott) è una pianta appartenente alla famiglia Dryopteridaceae. È una delle felci più comune nei boschi ombrosi e freschi di castagno e di quercia. Forma rigogliosi cespugli che superano anche 1 m di altezza. Utilizzata anche come ornamentale nei giardini e nei vasi.

## Etimologia
Il nome deriva dal genere Dryopteris, dal greco drys (quercia) e pteris (felce); gli antichi greci designavano con questo nome una felce che cresceva alla base delle querce.

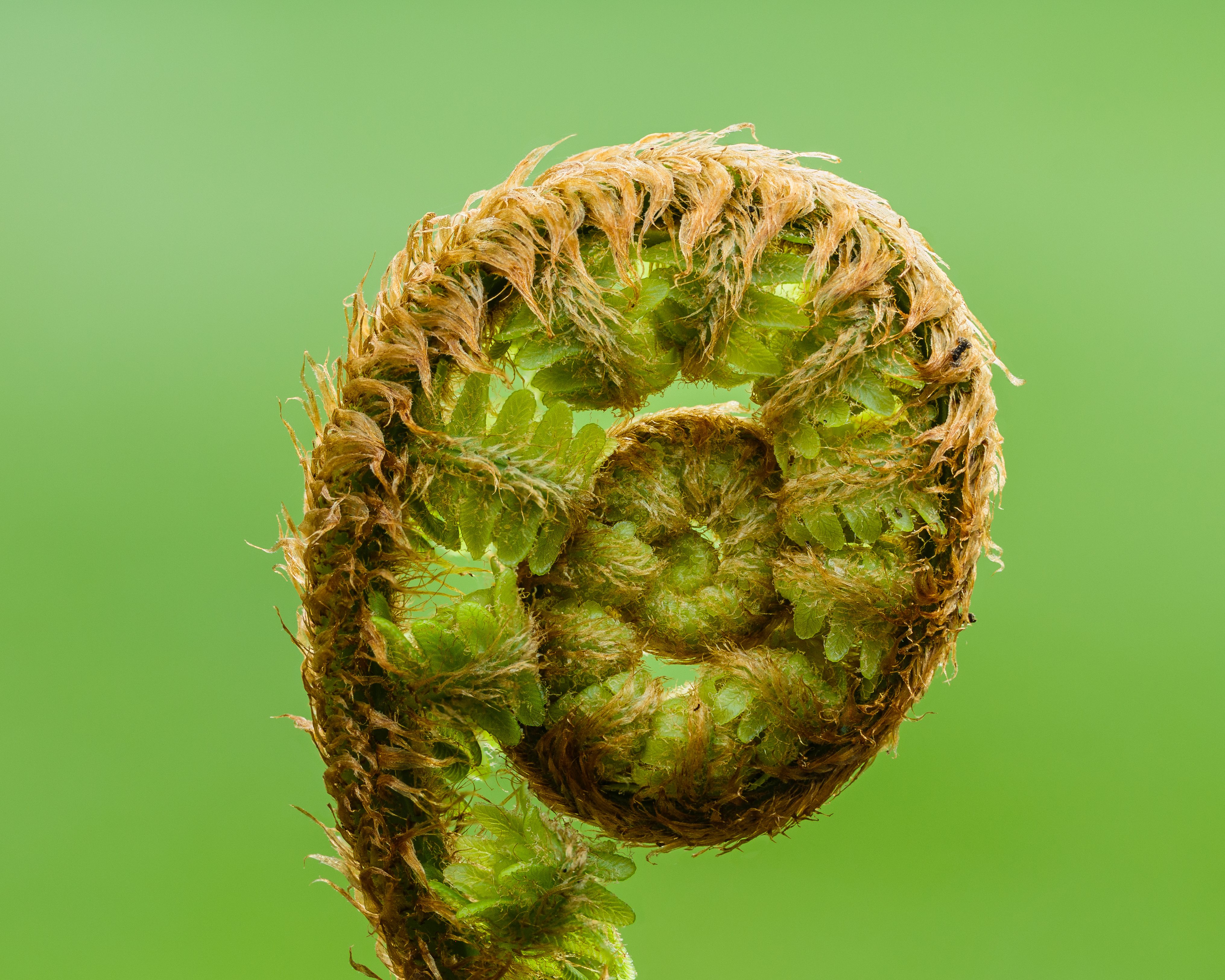
Bella foglia che si srotola di una Dryopteris filix-mas.

## Morfologia
Si tratta di una pianta perenne con rizoma sotterraneo che porta grandi fronde bipennatosette lunghe sino a 1,20 m; pinnule dentellate alla base confluenti; sori arrotondati, quasi sferici, superiormente appiattiti protetti da un indusio, disposti in file parallele alle nervature; i piccioli e le rachidi fogliari ricoperte da piccole squame brune e membranose dette palee.
Il rizoma ha struttura interna polistelica e presenta in sezione una corona di fasci vascolari chiusi perifloematici; la sua superficie è coperta da epidermide con squame brune, sotto la quale vi è un ipoderma, poi il parenchima corticale con inclusi di amido e olio; negli spazi intercellulari di questo vi sono piccoli peli unicellulari secretori interni contenenti un'oleoresina (6,5-15%).

## Habitat
Pianta comune nei boschi fino a 1700 m.

## Riproduzione
Il periodo di sporificazione va da giugno ad agosto.

## Usi
- Parti usate: la droga vegetale è costituita dal rizoma suddiviso in pezzi cilindrici lunghi fino a 15 cm e del diametro di 2 cm. Alla superficie porta le palee, le radici avventizie e anche la base dei piccioli fogliari e risulta di sapore prima dolciastro e poi nauseante.
- Principi attivi: sono contenuti nell'oleoresina secreta dai piccoli peli unicellulari interni; da questa vengono estratti l'essenza e l'olio contenenti i derivati del floroglucinolo il cui insieme costituisce la filicina (24% dell'oleoresina).
- Proprietà curative: la filicina è soprattutto attiva come antielmintico (in particolare contro la tenia) se assunta insieme a un purgante salino; risulta però assai tossica se assorbita a livello intestinale (non ingerirla a stomaco pieno, insieme ad alcool o a un purgante oleoso quale l'olio di ricino).
- L'uso attuale è soprattutto veterinario, mentre quello umano è abbandonato.